# Kerstin Weng
Kerstin Weng (1982) è una giornalista tedesca e dal 2021 è caporedattrice di Vogue Germania.

## Biografia
Kerstin Weng ha studiato giornalismo di moda presso l'Akademie Mode & Design di Monaco di Baviera. Ha lavorato come giornalista freelance per diversi media come Textil-Revue, la rivista Süddeutsche Zeitung e Neon. Nel 2007 è passata a Myself come redattrice, dove è diventata capo redattore. Tra il 2012 e il 2013 è stata anche capo redattore del marchio Burda.
Nel 2013, all'età di 30 anni, è stata nominata caporedattrice dell'edizione tedesca di Cosmopolitan, prendendo il posto di Carolin Schuhler.
Nel gennaio 2015 ha assunto la direzione del portale di moda online Stylight.
Nel febbraio 2016 è succeduta ad Annette Weber come caporedattrice della rivista di moda InStyle.
Il 22 ottobre 2021 è stato annunciato che avrebbe assunto la guida di Vogue Germania come caporedattrice.